# گورگنتال
گورگنتال (به آلمانی: Georgenthal) یک شهر در آلمان است که در Gotha واقع شده‌است. گورگنتال ۲٬۶۵۶ نفر جمعیت دارد.